# SEXTANTE (SIG)
El Sistema EXTremeño de ANálisis TErritorial (SEXTANTE) es una biblioteca de algoritmos de análisis espacial de código libre disponible para varios softwares de Sistemas de Información Geográfica. Su objetivo principal es crear una plataforma que facilite tanto el uso como la implementación de estos algoritmos. 
Actualmente SEXTANTE contiene más de 240 herramientas de análisis geográfico.

## Historia
En un principio SEXTANTE estaba basado en el SIG SAGA, para posteriormente pasarse a gvSIG. Inicialmente se centraba  principalmente en el modelado y análisis de la información mediante imágenes raster aunque en la actualidad son más de 240 extensiones tanto raster como vectorial.
Tras el desarrollo de una gran colección de algoritmos de análisis geoespacial desarrollados para gvSIG, los desarrolladores entendieron que muchos otros proyectos requerían de análisis geoespacial, pero no existía una biblioteca que pudiera proporcionarles los algoritmos correspondientes. Ante este hecho, en el año 2008 tomaron la decisión de independizar SEXTANTE de cualquier software SIG, creando una biblioteca de tal manera que otros programas diferentes de procesamiento de información geográfica pudieran hacer uso de sus algoritmos de forma igual de sencilla que se venía haciendo hasta ahora.
A partir de la versión 0.6 SEXTANTE abandonó la licencia GNU GPL y pasó a utilizar una licencia MIT. La razón principal del cambio fue evitar posibles problemas de licencia de software que no permitiesen integrar SEXTANTE en otras aplicaciones.

## Características
SEXTANTE está programado en Java desarrollado por la Universidad de Extremadura (UNEX) y financiado por la Junta de Extremadura que se distribuye bajo la licencia GPL cumpliendo con los cuatro principios necesario para clasificarlo como software libre.
Algunas de sus utilidades son:
- Análisis de patrones.
- Análisis hidrológico básico.
- Costes, distancias y rutas.
- Estadísticas de celda para múltiples capas raster.
- Estadísticas por vecindad para una capa raster.
- Geoestadística.
- Geomorfometría y análisis del relieve.
- Herramientas básicas para capas raster.
- Herramientas de análisis para capas raster.
- Herramientas de cálculo para capas raster.
- Herramientas para capas de líneas.
- Herramientas para capas de puntos.
- Herramientas para capas de polígonos.
- Herramientas para capas raster categóricas.
- Herramientas para capas discretas e información categórica.
- Herramientas para capas vectoriales.
- Herramientas para crear nuevas capas raster.
- Herramientas para tablas.
- Iluminación y visibilidad.
- Localización óptima de elementos.
- Lógica difusa.
- Métodos estadísticos.
- Perfiles.
- Rasterización e interpolación.
- Tratamiento y análisis de imágenes.
- Vectorización.
- Zonas de influencia (buffers).
- Índices de vegetación.
- Índices y otros parámetros hidrológicos.

Además de todos los algoritmos desarrollados por el propio equipo y sus colaboradores, es posible integrar GRASS dentro de SEXTANTE, lo que aumenta considerablemente el número de algoritmos disponibles a través de su interfaz gráfica.
SEXTANTE cuenta así mismo con una línea de comandos, un gestor de procesado por lotes, un generador de modelos y un historial de comandos realizados por el usuario con el fin de facilitar la reiteración de procesos.
Actualmente existen adaptaciones de la biblioteca para Geotools, gvSIG y OpenJUMP, y están en desarrollo las versiones para Kosmo, Udig y OrbisGIS.